# 开化寺旧址及连理塔

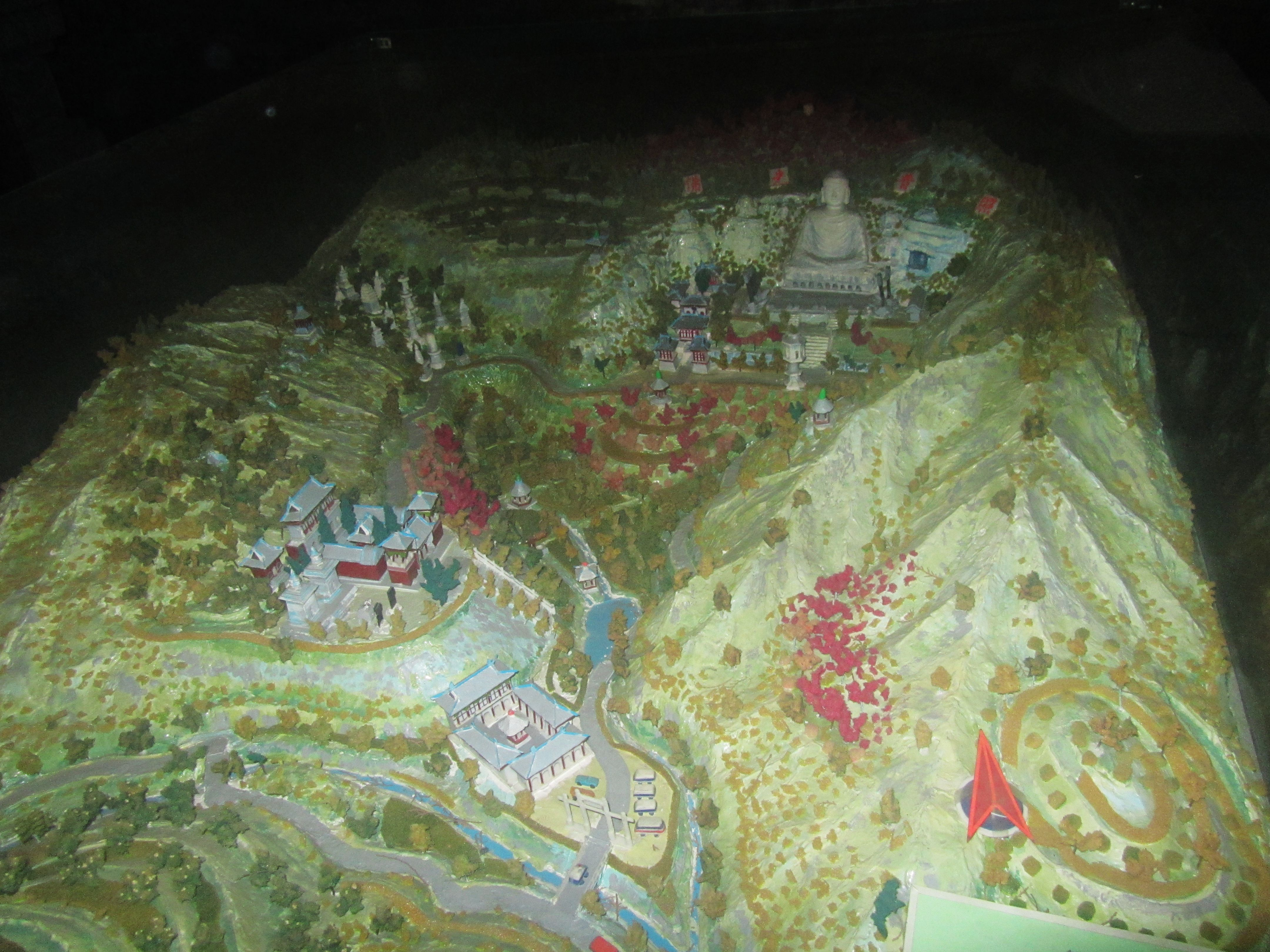
晋源文庙（太原县文庙）大成殿内的蒙山大佛景区模型，图中可见蒙山大佛、开化寺及连理塔

开化寺旧址及连理塔，位于山西省太原市晋源区罗城街道寺底村，是一处中华人民共和国全国重点文物保护单位。

## 历史
开化寺分上下两寺，相距约1公里。上寺创建于北齐天保二年（551年），由齐文宣帝高洋敕建，是一座皇家寺院。寺后依山凿刻蒙山大佛。唐会昌四年（844年），武宗灭佛时开化寺被毁，仅存蒙山大佛。乾宁二年（895年），河東節度使李克用重建开化寺佛阁。后晋开运二年（945年），北平王劉知遠又出资重修佛像和佛阁。
北宋淳化元年（990年），开化下寺新修两座舍利塔，即今开化寺连理塔）。元朝末年，开化寺毁废，仅存舍利塔。明洪武十八年（1385年）晋恭王朱棡重建开化寺，并改名为法华寺。

## 建筑
开化寺连理塔包括并立的两座砖塔，高11米，方形平面，间隔不足2米，均坐西朝东。南塔名为“化身佛舍利塔”，北塔名为“定光佛舍利塔”。

## 保护
2004年6月10日，开化寺旧址及连理塔公布为山西省文物保护单位，属于古建筑类。
2019年10月7日，蒙山开化寺遗址公布为第八批全国重点文物保护单位，编号8-0013-1-013。